# Brilon
Brilon is een stad en gemeente in de Duitse deelstaat Noordrijn-Westfalen, gelegen in de Hochsauerlandkreis. De gemeente telt 25.336 inwoners (31 december 2020) op een oppervlakte van 229,16 km². Naburige steden en gemeenten zijn onder andere Arnsberg, Bestwig, Lippstadt, Korbach, Meschede, Paderborn en Willingen.
Oudere inwoners van Brilon en van het Sauerland in het algemeen spreken een dialect van het Nederduits. Dit is een taal die in het eigen dialect Plattdüütsch wordt genoemd en verwant is aan het Nederlands. De Nederduitse naam voor Brilon is Brailen.

## Geschiedenis

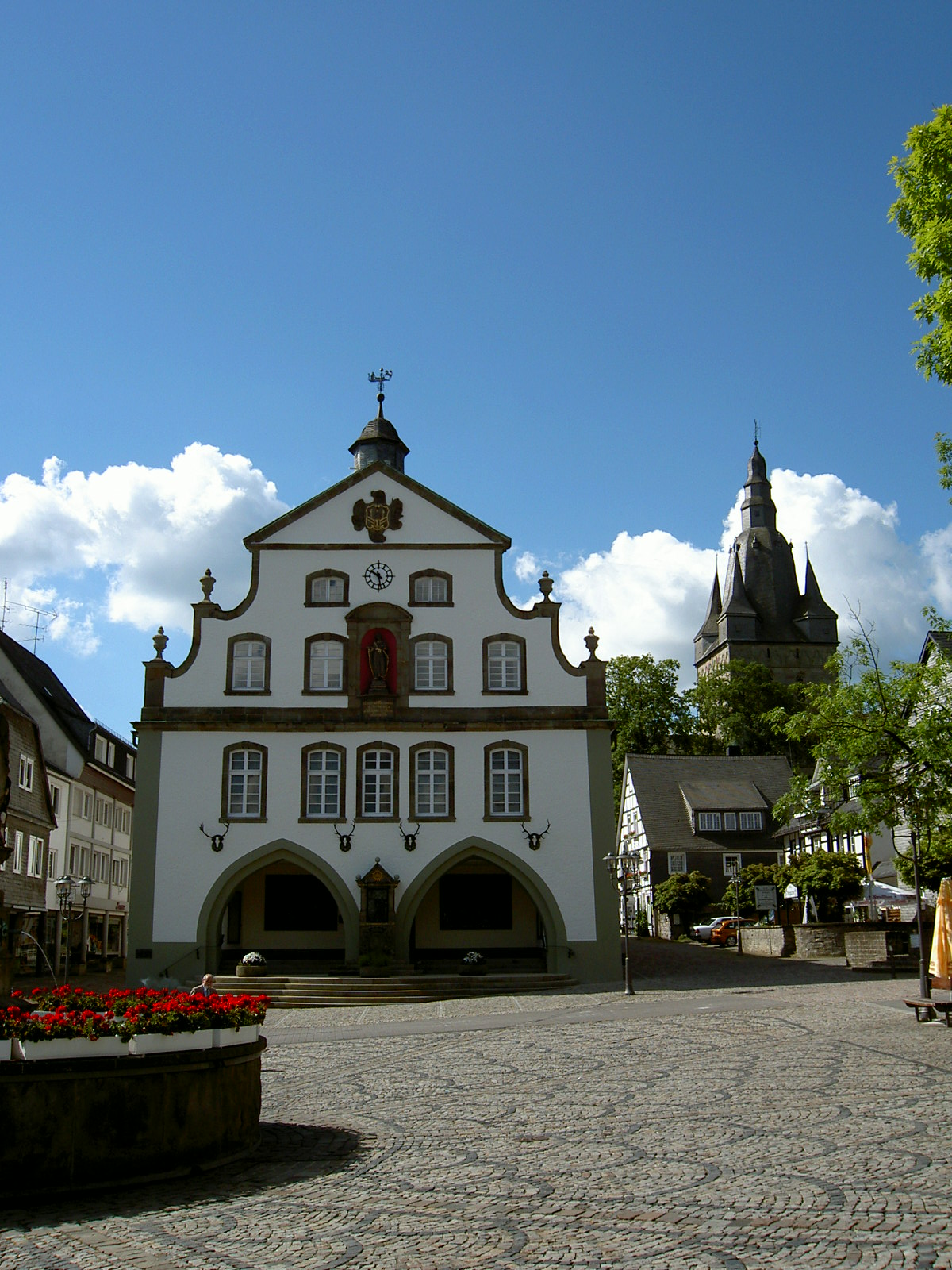
Stadhuis

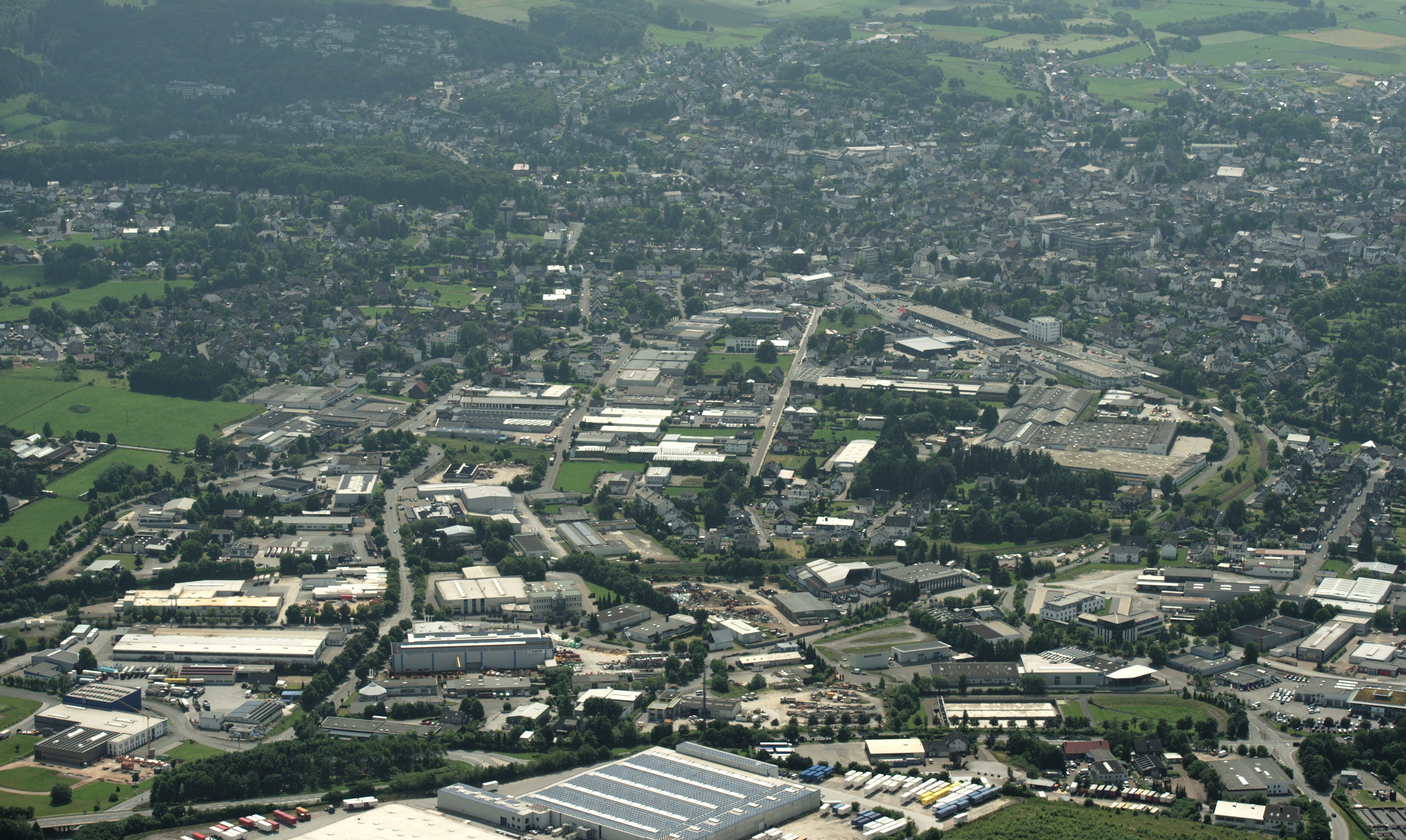
Brilon

In 973 werd de naam "Villa Brilon" voor het eerst genoemd in een oorkonde van keizer Otto II. Aartsbisschop Engelbert II van Berg verleende in 1220 stadsrechten aan Brilon. In 1255 werd Brilon lid van de Hanze. De tweejaarlijkse Schnadegang (controle van de grenzen), vond voor zover bekend voor het eerst plaats in 1388. Van 1444 tot 1802 was het de eerste hoofdstad van het Hertogdom Westfalen (Keur-Keulen). In 1742 werd Brilon getroffen door een grote brand. Vanaf 1802 maakte Brilon deel uit van het landgraafschap Hessen-Darmstadt. Na het Congres van Wenen in 1816 ging Brilon deel uitmaken van Pruisen en de provincie Westfalen. Van 1818 tot 1975 was het een Kreisstadt (Kreis Brilon).
Tijdens de Tweede Wereldoorlog is Brilon op 10 januari 1945 door de Amerikanen gebombardeerd. Op 29 maart van hetzelfde jaar bereikten de Amerikaanse troepen de stad.
In het kader van de Duitse gemeentehervormingen ging Brilon vanaf 1 januari 1975 deel uitmaken van de Hochsauerlandkreis. Sinds 7 juli 2000 is Brilon een officieel Kneippkuuroord. De storm Kyrill richtte op 18 januari 2007 veel schade aan.

## Rothaarsteig
De Marktplatz in het centrum van Brilon is het startpunt van de Rothaarsteig, een wandelpad van zo'n 158 km in zuidelijke richting, naar Dillenburg in Hessen. 

## Indeling
Sinds 1975 bestaat Brilon uit de volgende 17 plaatsen:
| - Alme (Nieder- und Ober-Alme) (1831 inw) - Altenbüren (1.418) - Bontkirchen (538) - Brilon-Stadt (Kernstadt) (14.000) - Brilon-Wald (594) - Esshoff (78 ) - Gudenhagen/Petersborn (1293) | - Hoppecke (1269) - Madfeld (1368) - Messinghausen (865) - Nehden (478) - Radlinghausen (133) | - Rixen (144) - Rösenbeck (844) - Scharfenberg (Scharpenberg) (1.528) - Thülen (1.112) - Wülfte (414) |

(Stand: 30 juni 2007)

## Geboren in Brilon
- Friedrich Merz (1955), (euro)politicus (CDU) en jurist; bondskanselier vanaf mei 2025
- Edgar Selge (1948), acteur